# الصندوق المغربي للتقاعد (المغرب)
الصندوق المغربي للتقاعد  (CMR) هي مؤسسة عامة مغربية مسؤولة عن إدارة نظم المعاشات للأجراء المغاربة. مديرها الحالي هو محمد العلوي العبدلاوي.
تم إنشاء الصندوق في عام 1930 للموظفين المدنيين الفرنسيين المقيمين والعاملين في المغرب وكذلك الأرامل والأيتام منهم. لكن ومنذ عام 1996، أصبح للصندوق شخصية إعتبارية بذمة مالية مستقلة وفقاً لقانون إعادة الهيكلة الصادر في 7 أغسطس 1961.

## مهامه
صندوق التقاعد المغربي مسؤول عن إدارة جميع التقاعدات المدنية لكل من :
- طلاب وموظفي الدولة.
- الوكلاء والمتدربين في الجماعات المحلية.
- المسؤولين في المؤسسات العامة.
- القوات المسلحة الملكية والقوات المساعدة.